# 布尔克 (图林根州)
布尔克（德語：Burgk，發音：[bʊʁk]）是德国图林根州萨勒-奥拉县曾经的一个市镇，面积13.66平方千米，2017年12月31日人口为88人。2019年12月31日，布尔克并入市镇施莱茨。